# Jean Becker (hudebník)
Jean Becker (11. května 1833 Mannheim – 10. října 1884 Mannheim) byl německý houslista.

## Životopis
Roku 1854 se stal koncertním mistrem mannheimského dvorního divadla. Od roku 1858 podnikal koncertní turné po celé Evropě, mj. vystoupil v Paříži, Londýně nebo Sankt Petěrburgu. Roku 1865 založil během turné ve Florencii tzv. Florentinské smyčcové kvarteto ve složení Friedrich Hilpert (violoncello), Enrico Masi (druhé housle) a Luigi Chiostri (viola). Kvarteto působilo do roku 1880. V Mannheimu žil ve vile s vlastním koncertním sálem, ve kterém pořádal pravidelné nedělní koncerty před početným publikem. Je autorem několika skladeb, z nichž nejznámější je serenáda pro housle, violoncello a klavír.
Jean Becker hrál na Stradivariho housle z roku 1685, které dnes nesou označení Ex. Jean Becker. Oženil se s Bertou Seibovou (1833–98), se kterou měl tři děti - Hanse, Huga a Jeanne. Hugo Becker (1864–1941) byl violoncellistou a věnoval se také komponování, Hans byl houslistou. Pohřben je na hlavním mannheimském hřbitově. Na jeho počest je v Mannheimu od roku 1893 pojmenována ulice a na jeho rodném domě v čísle S2,8 je umístěna pamětní deska.

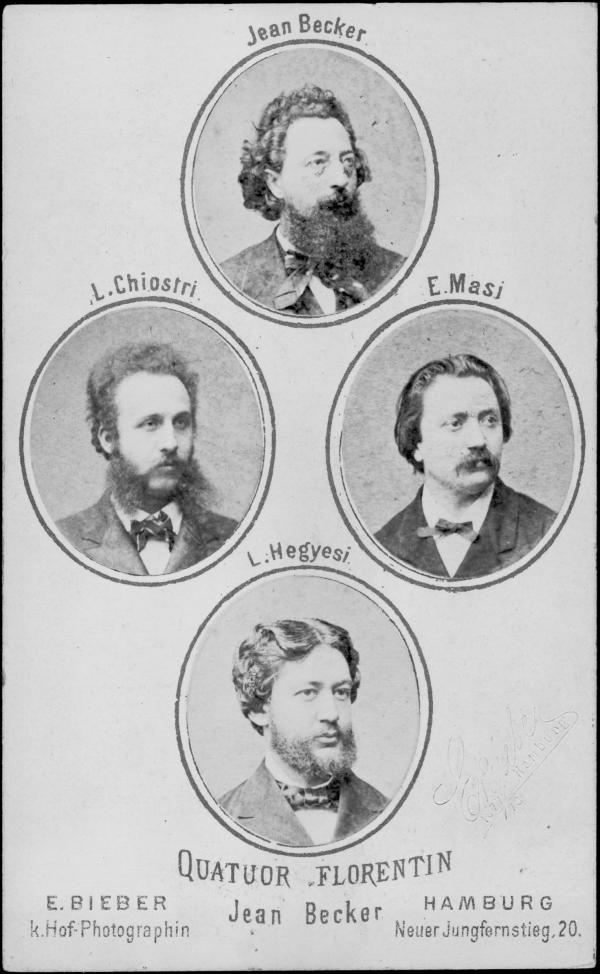
Florentinský kvartet

## Antonín Dvořák
Becker s Florentinským kvartetem byl pozván roku 1879 do Kroměříže starostou tamějšího spolku Moravan Rudolfem Thurn-Taxis. Český skladatel Antonín Dvořák primáriovi kvarteta Beckerovi napsal Slovanský smyčcový Quartet č. 10 roku 1879. Antonín Dvořák tak učinil na podkladě prosby, která vzešla od patriota, pianisty a právníka Karla Kozánka, který jménem Jeana Beckera roku 1878 požádal mistra o zkomponování ryze české skladby. Požadavek zněl, aby měla skladba výrazný slovanský ráz. Ale s prací Dvořák nebyl dlouho spokojen, byla přerušována take vnějšími jevy a v komponování postupoval velmi pomalu. Pro vyhovění požadavků se inspiroval lidovou taneční hudbou českou a ukrajinskou. Českou, ve větě první je stylizovaná česká lidová melodie, ve druhé větě je slyšet ukrajinská dumka a čtvrtá věta vyzařuje ze sebe chuť zatančit si český lidový tanec zvaný - skočná. Karel Kozánek má zásluhu také na dokončení tohoto díla, jelikož mistra urgoval. Dílo bylo tedy věnováno Jeanu Beckerovi, premiéru zrealizovalo těleso Joachim Quartet, primario Josef Joachim dílo obdržel poštou na berlínskou vysokou školu. Premiéra se uskutečnila v Berlíně 29. července 1879.